# Rawson (Ohio)
Rawson – wieś w Stanach Zjednoczonych, w stanie Ohio, w hrabstwie Hancock.